# Iziko South African National Gallery

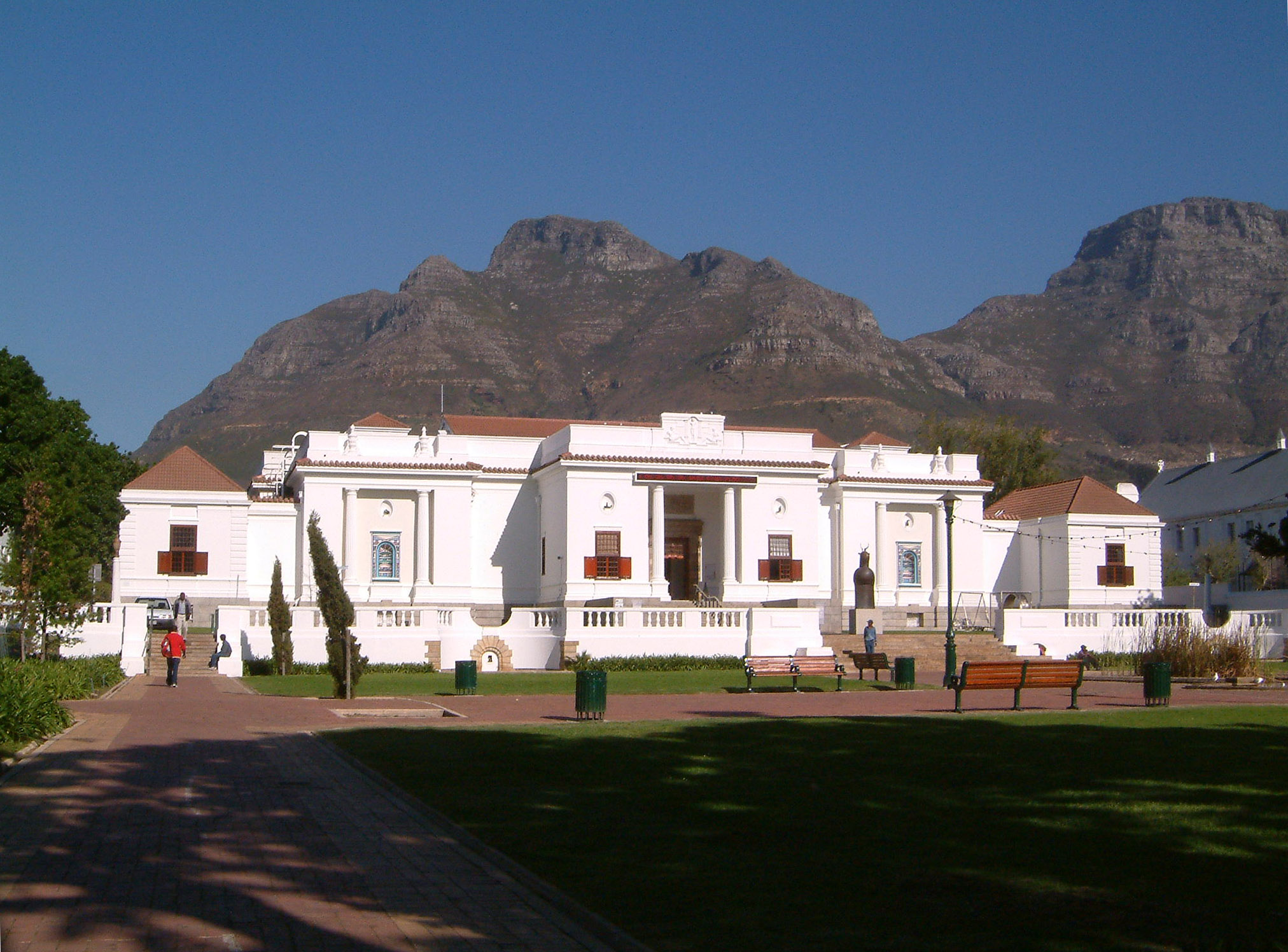
Südafrikanische Nationalgalerie

Die Iziko South African National Gallery (ISANG), vormals Südafrikanische Nationalgalerie (englisch South African National Gallery) ist die nationale Kunstgalerie in Kapstadt. Die Sammlung umfasst einen beachtlichen Bestand an südafrikanischer, afrikanischer und europäischer Kunst.
Seit 1871 werden hier Kunstwerke ausgestellt. Die Sammlung begann mit der Schenkung der privaten Galerie Sir Thomas Butterworth Bayleys. Auch einige andere Mäzene haben im Laufe der Jahre etwas beigesteuert – ihnen ist ein Großteil der ausländischen Kunst zu verdanken, die heute hauptsächlich aus Werken britischer, französischer, niederländischer und flämischer Künstler vom 17. bis zum 19. Jahrhundert besteht. Unter den Ausstellungsstücken befinden sich Lithographien, graphische Stiche und auch einige Gemälde aus dem frühen 20. Jahrhundert. Viele Werke reflektieren die turbulente und schmerzvolle Geschichte Südafrikas.
Des Weiteren wird ausgewählte zeitgenössische Kunst ausgestellt. Besonders in den letzten Jahren wurde ein Fokus auf indigene Werke gelegt, vor allem Plastiken und Perlenstickereien; dabei wird auch versucht, Werke, die sich momentan im Ausland befinden, zurückzuführen. Besonderer Wert wird auch darauf gelegt, die Sammlungslücke zu füllen, die durch die Zeit der Apartheid entstand. Deswegen wird seit 1990 versucht, eine Sammlung zusammenzustellen, die die ausdrucksstarken afrikanischen Kulturen würdigt – insbesondere die der südlichen Regionen.